# Козаченко, Григорий Яковлевич
Григорий Яковлевич Козаченко (укр. Григорій Якович Козаченко ;
2 января 1901, с. Трушки, Киевская губерния, Российская империя — 1 июня 1970, Харьков, Украинская ССР) — украинский советский актёр театра и кино, театральный педагог. Заслуженный артист Украинской ССР. Народный артист Украинской ССР (1953).

## Биография
В 1924 году окончил драматическую студию при театре «Березиль» в г. Белая Церковь. С того же года — актёр театра «Березиль».
В 1925 году — актёр Киевского театра, с 1926 — театра «Березиль» в Харькове.
В 1935—1970 годах выступал на сцене Харьковского украинского драматического театра им. Т. Шевченко.
В 1962—1963 годах преподавал в актёрское мастерство в драматической студии при Харьковском театре.
Член ВКП (б) с 1941 года.
Жена: Лидия Криницкая (1898—1966) — украинская советская артистка, чтец, театральный педагог. Народная артистка УССР (1954).

## Избранные роли в театре
- Кнур («Лимерівна» П. Мирного).
- Котенко («Талан» М. Старицкого).
- Боцман Кобза («Гибель эскадры» А. Корнейчука).
- Берест («Платон Кречет» А. Корнейчука).
- Лубенко («Богдан Хмельницький» А. Корнейчука).
- Хрипун («Фронт» А. Корнейчука).
- Галушка («В степях Украины» А. Корнейчука).
- Монах Сильвестр («Ярослав Мудрий» И. Кочерги).
- Гнат («Назар Стодоля» Т. Шевченко)
- Касьянов («Генерал Ватутин» Л. Дмитерко)
- Мартин Боруля (И. Карпенко-Карого),
- Восьмибратов («Лес» А. Островского).
- Достигаєв («Егор Булычов и другие» М. Горького)
- Осип («Ревизор» Н. Гоголя).
- Лавров («Потерянный дом» С. Михалкова).
- Професор Лосев («Закон чести» А. Штейна)
- Литвинов («На диком бреге» Б. Полевого)
- Аббат Крюшо («Евгения Гранде» О. де Бальзака).

## Избранная фильмография
- «Над Черемошем» (1954);
- «Лимеривна» (1955);
- «Море зовёт» (1955);
- «Партизанская искра» (1957) — отец Кучера;
- «Любовь на рассвете» (1957, фильм-спектакль);
- «Повесть наших дней» (1958).